# سنور هجين
السنور الهجين (بالإنجليزية: felid hybrid)‏ هو نتيجة لتزاوج بين سنورين من نوعين مختلفين. يحصل هذا التزاوج غالبا بتدخل بشري، لكن يمكن أيضا أن يحصل عفويا وبنُدرةٍ في الوسط الطبيعي.
السنور الهجين لا يمثل نوعا جديدا لأنه غير قادر على الإنجاب مع نظيره. إن له سلوك أبويه الجنسي نفسه، لكن لا يمكن لأسدين ببريين مثلا أن يُنجِبا.
غير أن الحيوانات الهجينة يمكنها التناسل مع الأنواع التي انحدرت منها، على سبيل المثال: التايجون الأنثى قادرة على الإنجاب من أسد ذكر. الهجينات الإناث هي وحدها التي تظهر قدرة إنجابية، عكس الهجناء الذكور الذين يكونون دائما عقماء. (قاعدة هولدين).
عادة ما تعاني السنوريات الهجينة من مشاكل صحية وسلوكية خطيرة. على سبيل المثال، في سفاري الحيوانات البرية بالولايات المتحدة، تواجدت فقط ثلاثة أسود ببرية سليمة من أصل 24، وعندما كبروا، كانوا لا يزالون يعانون من مشاكل عقلية.

## التهجين بين القطط البرية

زوجٌ من الأسود الببرية في منتجع إيفرلاند بكوريا الجنوبية.

### جنس النمور[2]
|      | لبؤة                | ببرة              | يغور               | نمر                |
| أسد  | —                   | أسدبر             | أسَدوَر              | أسد نمري (أسدمَر)   |
| ببر  | ببرسد               | —                 | بَبْرَوَر (ببرغُور)     | بَبْرَمر              |
| يغور | يغور أسدي (يغُورساد) | يغور ببري(يَغُوربر) | —                  | يغور نمري (يغُورمَر) |
| نمر  | نمر أسدي ( نمرساد)  | نمر ببري (نمربر)  | نمر يغوري (نمرغُور) | —                  |